# Bebe

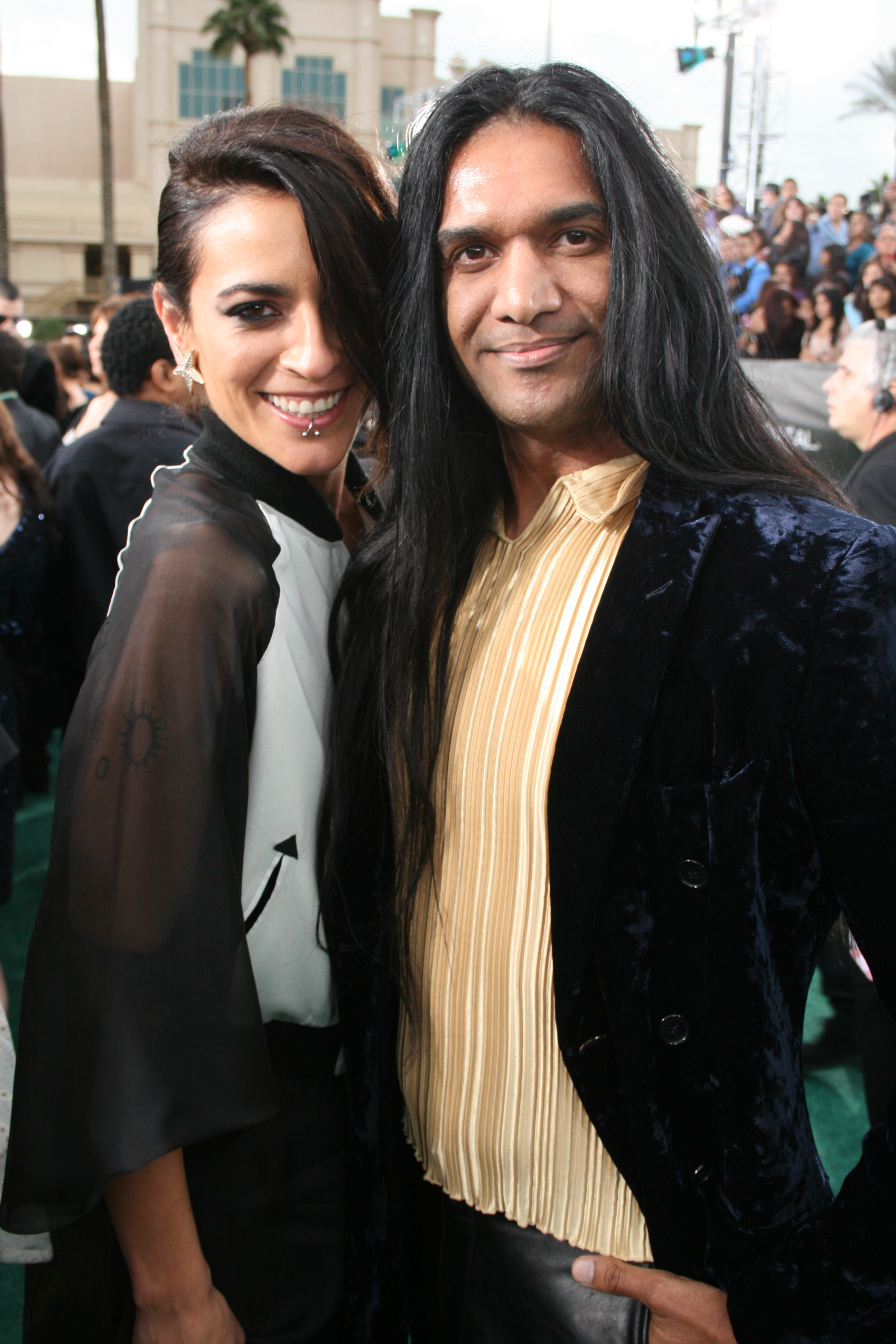
Bebe con Anand Bhatt en los Premios Grammy Latinos de 2012.

María Nieves Rebolledo Vila, más conocida como Bebe (Valencia, 9 de mayo de 1978), es una cantante y actriz española que ganó fama con los sencillos «Malo» y «Ella».

## Biografía
Nació el 9 de mayo de 1978 en Valencia, aunque un año más tarde su familia se trasladó a Extremadura, donde pasaría su infancia y parte de su juventud entre Zafra, Montijo, San Vicente de Alcántara y Mérida. 
El origen de su nombre artístico es familiar; desde la cuna sus padres la llamaban así. Aunque sus cuatro hermanos no se dedican al mismo sector que ella, todos crecieron en un ambiente musical ya que sus progenitores formaban parte del grupo de folk Suberina.Su madre de profesión maestra y su padre trabajador de banca, según Bebe "aficionados a la música", le inculcaron desde pequeña el amor por la misma. Debido a ello siempre vivió rodeada de instrumentos, surgiéndole la vena musicaly dominando el canto y la guitarra.En 1995 comienza su trayectoria como corista en el grupo Vanagloria.
En 1996, tras terminar sus estudios de COU, se fue a Madrid para formarse en arte dramático, pero lo dejó a los tres años. A los pocos meses comenzó a actuar en locales de la capital y en el año 2001 ganó un concurso de cantautores en Extremadura.
Canta con su banda sin dejar de lado actuaciones en solitario y aparece como personaje secundario en dos películas de producción nacional, Al sur de Granada y El oro de Moscú en 2003. También en un capítulo de la serie El comisario.
A finales de 2003 le llega la oferta para publicar un álbum. El álbum aparece por fin en marzo de 2004, con el título Pafuera Telarañas y la producción de Carlos Jean. Fue un fenómeno de ventas en España durante 100 semanas con 500.000 ejemplares vendidos y cinco Discos de Platino. También tuvo gran éxito a nivel internacional y alcanzó el Disco de Oro en cuatro países: Estados Unidos, Italia, Argentina y Colombia.
Entre sus canciones más conocidas se encuentran «Ella», «Siempre me quedará» y «Malo». En el álbum se ofrece una pista extra con la canción «Que nadie me levante la voz», que Bebe interpreta para la serie de Telecinco, Aída. Ese mismo año, en 2005, triunfa en Argentina con su tema «Malo» como cortina musical de la serie Mujeres asesinas, utilización con la que la cantante mostró su desacuerdo.
A partir de su primer álbum la sociedad la consagra como icono feminista y tanto «Malo» como «Ella» son consideradas como himnos de reivindicacióny denuncia en defensa de los derechos de la mujer y contra la violencia de género.Contribuye así a iniciar un movimiento dentro de la industria musical donde se valora la concienciación en igualdad y las letras se alejan de la connotación sexista. Aunque cabe destacar que en el 2021 se ve envuelta en la polémica al expresar su deseo de distanciarse del feminismo actual.
Ha sido nominada en cinco ediciones a los Premios Grammy Latinos, acumulando un total de 13 nominaciones y un galardón como Mejor Artista Nuevo por su canción Pafuera Telarañas.
El 27 de junio de 2006 anunció su retirada temporal del mundo de la música, centrándose en su carrera como actriz, que dio un salto con La educación de las hadas, dirigida por José Luis Cuerda, y Caótica Ana, dirigida por Julio Medem.
En junio de 2009 presentó su nuevo trabajo musical, un disco llamado Y.. Sus sencillos fueron «La bicha», «Me fui», «Pa mi casa» y «Busco me». En la ceremonia de los Grammy Latinos de 2009 confirmó estar embarazada y el 27 de marzo de 2010 dio a luz a su primera hija, de nombre Candela.
A lo largo de su carrera, Bebe colaborado con numerosos artistas como: Los Amaya, Tontxu, Chambao, Luis Pastor, Albert Pla Los Delinqüentes, El Tío Calambres, Los Aldeanos, Shinoflow, y Bombai, entre otros. Sin embargo, destacan especialmente sus exitosas colaboraciones con Pablo Alborán, Rosario Flores, Antonio Orozco, Rosana y Enrique Iglesias, que han dejado una huella significativa en el panorama musical.También es coautora, junto a Hernán Zin y Carlos Jean, de «César debe morir», la canción central del documental dirigido por Hernán Zin La guerra contra las mujeres estrenado en Televisión Española en noviembre de 2013.
En 2016 se estrena su propio documental 10 años con Bebe dirigido por Hernán Zin en el Festival de Málaga. A través de este la cantante ofrece una mirada íntima y reveladora sobre su vida y carrera.
Pese a que sus principales géneros musicales son el flamenco, el indie, el pop y la electrónica, en 2017, después de estar cuatro años estudiando 'reggaeton', Bebe explora este estilo musical con canciones como «La consulta» con Rasel y Xantos. Un año más tarde, en 2018, presenta también «Corazón» de la mano de Bull Nene y Tainy.
En 2019 gana un juicio contra la discográfica con la que se inició en la música por cláusulas abusivas. Esto, además de permitirle libertad para producir un nuevo álbum con otra, es un hito en España, al ser la primera resolución en este sentido.
Tras 13 años focalizada principalmente en su carrera musical, Bebe volvió a la interpretación en el año 2020, haciendo frente a nuevos retos: aprendió a montar a caballo y dio un giro radical a su apariencia al raparse el pelo para interpretar el papel de una bandolera en la serie "Libertad" de Enrique Urbizu, que se estrenó en el 2021.
Entre sus últimos trabajos se encuentra «Besos de Judas», en colaboración con Carlos Jean, lanzado en el año 2023 como parte de la banda sonora de "Todos los Nombres de Dios", película dirigida por Daniel Calparsoro.A finales de este mismo año Bebe ofreció su propia versión del clásico «Que canten los niños» de José Luis Perales, un villancico para celebrar la Navidad.

## Política
En 2005 se posicionó contra la instalación de una refinería a cargo de la empresa Cementos Balboa. El proyecto recibió críticas por su impacto medioambiental. Esto le supuso críticas y presiones institucionales por parte del gobierno de Juan Carlos Rodríguez Ibarra, favorable a la refinería.

## Discografía
| Año  | Álbum                 |
| ---- | --------------------- |
| 2004 | Pafuera telarañas     |
| 2009 | Y.                    |
| 2012 | Un pokito de rocanrol |
| 2015 | Cambio de piel        |

## Sencillos
Pafuera telarañas (2004)
- «Malo» (Tema de la serie Mujeres asesinas)
- «Ella»
- «Con mis manos»
- «Siempre me quedará»
- «Como los olivos»
- «Que nadie me levante la voz» (Tema de la serie Aída)

Y. (2009)
- «Me fui»
- «La bicha»
- «Pa mi casa»
- «Busco-me»
- «Se fue»

Un pokito de Rocanrol (2012)
- «K.I.E.R.E.M.E.»
- «Adiós»
- «Me pintaré»
- «Mi guapo»

Cambio de piel (2015)
- «Respirar»
- «Que llueva»
- «Ganamos»
- «Todo lo que deseaba»

Sencillos sin álbum
- «Diferentemente iguales» (2017)
- «Corazón» (2018)
- «Ficción» (2018)
- «Es por ti» (2020)

## Videografía
Pafuera telarañas
- «Malo»
- «Ella»
- «Con mis manos»
- «Siempre me quedará»

Y.
- «Me fui»
- «Pa mi casa»
- «La bicha»
- «Tiempo feat. Carlos Jean»

Un pokito de Rocanrol
- «K.I.E.R.E.M.E.»
- «Me pintaré»
- «Mi guapo»

Cambio de piel
- «Respirar»
- «Que llueva»
- «Ganamos»
- «Cesar debe morír»
- «Vete feat. Los Amaya»
- «Todo lo que deseaba»

Sencillos sin álbum
- «Diferentemente iguales»
- «Corazón»

## Reconocimientos
- Premios Ondas - 2004: Artista Revelación[68][69]
- Premios MTV - 2004: Nominación a Mejor Artista Española[70]
- Premios Grammy Latino - 2005: Premio al Mejor Artista Nuevo («Pafuera Telarañas»)[32] [71]
- Premios Grammy Latino - 2005: Nominación a Mejor Álbum Vocal Pop Femenino («Pafuera Telarañas»)[32][72]
- Premios Grammy Latino - 2005: Nominación a Álbum del Año («Pafuera Telarañas»)[32][72]
- Premios Grammy Latino - 2005: Nominación a Canción del Año («Un poco»)[32][72]
- Premios Grammy Latino - 2005: Nominación a Grabación del Año («Un poco»)[32][72]
- Premio Mujer y medios de comunicación - 2005[73]
- Premios de la Música - 2005: Premio a Autor Revelación («Malo»)[74]
- Premios de la Música - 2005: Premio a Artista Revelación («Pafuera Telarañas»)[74]
- Premios de la Música - 2005: Premio a Mejor Álbum de Pop («Pafuera Telarañas»)[74]
- Premios de la Música - 2005: Premio a Mejor Vídeo Musical (Joan Vallverdú - «Malo»)[74]
- Premios de la Música - 2005: Nominación a Mejor Tema de Música Electrónica («Corre»)[75][76]
- Premios de la Música - 2005: Nominación a Mejor Productor Artístico (Carlos Jean - «Pafuera Telarañas»)[75][76]
- Premios de la Música - 2005: Nominación a Mejor Arreglista (Carlos Jean - «Pafuera Telarañas»)[75][76]
- Premios de la Música - 2005: Nominación a Mejor Técnico de Sonido (José Luis Crespo - «Pafuera Telarañas»)[75][76]
- Premio Extremadura a la Creación - 2005: Mejor obra producida por autor extremeño («Pafuera Telarañas»)[77]
- Premios Rompedores de Fronteras - 2006 («Pafuera Telarañas»)[78][79]
- Premios Goya - 2007: Nominación en la categoría de Mejor Actriz Revelación por La educación de las hadas[80][81]
- Premios Goya - 2007: Nominación en la categoría Mejor Canción Original («Corre») [80][82]
- Premios Goya - 2007: Premio a la Mejor Canción Original  (La educación de las hadas - «Tiempo pequeño») [80][83]
- Premios Grammy - 2009: Nominación a Mejor Álbum Latino, Rock o urbano («Y.»)[84][85]
- Premios Grammy Latino - 2009: Nominación a Mejor Vídeo Musical en Versión Corta («Me fui»)[86][87]
- Premios Grammy Latino - 2009: Nominación a Canción del año («Me fui»)[86][87]
- Premios Grammy Latino - 2010: Nominación a Mejor Álbum Pop Femenino («Y.»)[32][88][89]
- Premios Grammy Latino - 2010: Nominación a Álbum del Año («Y.»)[88][90]
- Premios Grammy Latino - 2012: Nominación a Álbum del Año («Un Pokito De Roncanrol»)[91][92]
- Premios Grammy Latino - 2012: Nominación a Mejor Canción Alternativa («Mi Guapo»)[91][93]
- Premios Grammy Latino - 2016: Nominación a Mejor Vídeo Musical en Versión Larga («10 años con Bebe»)[94][95]
- Premios Grammy Latino - 2016: Nominación a Mejor Álbum de Música Alternativa («Cambio de piel»)[94][95]

## Filmografía
- Entre cien fuegos (TV) - 2002[96]
- Al sur de Granada - 2003[97]
- El oro de Moscú - 2003[97]
- El comisario (TV) - 2004[97]
- Busco - 2006[98]
- La educación de las hadas - 2006[35]
- Caótica Ana - 2007[36]
- 10 años con Bebe (Documental) - 2016[99]
- La voz (Asesora de Juanes) (TV) - 2017[100]
- Libertad - 2021[58]